# 艾力克·斯通斯特里特
艾力克·阿倫·斯通斯特里特（1971年9月9日—）是一位美国男演员。他在美国广播公司的情景剧《摩登家庭》（Modern Family）中扮演滕卡文（英語：Cameron Tucker）成名，并凭这一角色赢得兩次黄金时段艾美奖（Primetime Emmy Award）最佳男配角獎和三次提名。